# BK Valmiera
Maillots
Le BK  Valmiera est un club letton de basket-ball issu de la ville de Valmiera. Le club appartient à la plus haute division du championnat letton. Ses bonnes performances lui assure également fréquemment une place en Ligue baltique.

## Palmarès
- Champion de Lettonie : 2016

## Entraîneurs successifs
- ????-2007 :  Varis Krūmiņš
- 2007-2009 :  Ainars Bagatskis
- 2011-2012 :  Ainars Zvirgzdiņš
- 2012-2013 : ?
- 2015-2016 :  Ainars Zvirgzdiņš
- 2016 :  Roberts Štelmahers
- 2016-2017 :  Uvis Helmanis
- 2017- :  Kristaps Valters